# Les enfants se battent bien
Les enfants se battent bien (The Kids Are All Fight) est le dix-neuvième épisode de la vingt-sixième saison de la série télévisée Les Simpson et le 571e épisode de la série. Il est sorti en première sur le réseau Fox le 26 avril 2015.

## Synopsis
Homer trouve une vieille pellicule de film qui n'a jamais été développée. Marge révèle alors un pan de l'histoire de Bart et de Lisa à l'époque où ils étaient encore tous jeunes enfants... Lors de ce flash-back nous pouvons retrouver le lit clown qu’Homer construit à Bart dans l’épisode 10 de la 4e saison : "Le premier mot de Lisa".

## Réception
Lors de sa première diffusion l'épisode a attiré 3,33 millions de téléspectateurs.